# Robert Marius Gueiroard
 (décembre 2012).
Robert Marius Gueiroard, alias Robert M. Gerard, né le 9 août 1917 à Marseille et mort le 18 avril 2013 , est un officier français, puis américain.

## Biographie

### Origines familiales
Robert Marius Gueiroard est né en 1917, issu d'une famille originaire de Provence.
Son père, établi comme imprimeur et éditeur à Mulhouse au lendemain de la première guerre mondiale ("Maison Gueiroard"), publiait de beaux ouvrages, incorporant photos et gravures (Héliogravure).

### Carrière
Robert Gueiroard est étudiant en MBA à la Harvard Business School en 1939 et marié à une américaine. Mobilisé à la déclaration de guerre, il rentre en France en novembre 1939 avec son épouse. Il est élève officier de réserve à l'école de cavalerie de Saumur, puis en formation au centre d'entraînement au combat mécanisé de Monthléry (COMAM) jusqu'à la fin du mois de mai 1940. Il se porte alors volontaire pour rejoindre l'un des Groupes Francs de cavalerie, unités mécanisées du volume d'un à deux escadrons destinées à couvrir le repli des divisions d'infanterie, si nécessaire par des actions suicides.
Adjoint du capitaine Ricaud, commandant le 5e Groupe Franc motorisé de Cavalerie, le sous-lieutenant Robert Gueiroard participe à ses côtés aux combats de défense de Rouen et de la Basse-Seine au mois de juin 1940, puis à de nombreux combats de retardement, de la Seine à la Dordogne. À l'entrée en vigueur de l'armistice le 5e Groupe Franc est pratiquement détruit, ne comptant plus que dix-sept hommes, sur un effectif initial de 249. 
Démobilisé en août 1940, Robert Gueiroard quitte la France avec son épouse, via Lisbonne, pour retourner aux États-Unis, où il arrive le 30 octobre 1940, reprend ses études de MBA à Harvard qu'il obtient en 1941. Il entreprend une action de sensibilisation des milieux dirigeants américains aux nouvelles réalités de la guerre.
Rédacteur d'un article « Blitzkrieg Tactics : A Warning to the United States », publié dans le magazine de la Harvard Business School début 1941, il écrit à ses lecteurs américains : « The best way and the only way to stop tank divisions is to use larger tank divisions, and the only effective active defense against a plane is another plane. If the Germans had no such superiority in the air, our troops would not have been submitted to such continuous destruction. (...) I wonder whether the people of this country are ready to accept the sacrifices which are required, if this country is to be saved? »
Il est l'auteur sous le nom de « Lieutenant Robert M. Gerard » de Tank-Fighter Team, témoignage de guerre d'une centaine de pages, rédigé en quatre jours et publié par chapitres en 1941 et 1942 dans The Infantry Journal.
Naturalisé américain, Robert M. Gerard est employé par l'US Army comme instructeur à la Fort Knox Armor School, avec le grade de major (commandant).  
Son ouvrage, Tank-Fighter Team, édité comme livre en 1943, est alors utilisé comme manuel de formation des troupes américaines.
Après avoir participé à l'entraînement de plus de 2 000 militaires américains au combat de chars, Robert Gerard sert comme responsable d'une unité de guerre psychologique (psychological warfare staff).
Il travaille notamment pour le général Eisenhower à la préparation des plans de l'opération Torch (débarquement en Afrique du Nord), puis du débarquement de Normandie, et participe à plusieurs rencontres entre cet officier général et le général de Gaulle.
Après la guerre, Robert Gueiroard/Gerard s'établit en Californie, travaillant à Hollywood comme responsable de productions. Il y fréquente notamment Gene Kelly, Hedy Lamarr ou Maurice Chevalier.
Robert Gerard a eu quatre enfants de son mariage et vit à Los Angeles.
En 2011, un Robert M. Gerard était membre du conseil d'administration de la Monmouth Medical Center Foundation, à Los Angeles.

## Publications
- (en) Lieutenant Robert M. Gerard, Tank-Fighter Team, Coachwhip Publications, 2010, 107 p. Publié dans The Infantry Journal, en plusieurs parties, en 1941 et 1942

## Sources et bibliographie
- Public Affairs Information Service bulletin, 1941, volume 27, page 312
- Jeffrey L. Cruikshank, A delicate experiment: the Harvard Business School, 1908-1945, 1987, page 218
- Mark Stevens, Extreme Management : What They Teach at Harvard Business School's Advanced Management Program, Warner Books, 2001
- Post de David Lehmann du 18 mars 2006, forum.axishistory.com